# Municipio de Bowdre
El municipio de Bowdre (en inglés: Bowdre Township) es un municipio ubicado en el condado de Douglas en el estado estadounidense de Illinois. En el año 2010 tenía una población de 668 habitantes y una densidad poblacional de 5,37 personas por km².

## Geografía
El municipio de Bowdre se encuentra ubicado en las coordenadas 39°42′23″N 88°8′58″O / 39.70639, -88.14944. Según la Oficina del Censo de los Estados Unidos, el municipio tiene una superficie total de 124.47 km², de la cual 124,45 km² corresponden a tierra firme y (0,01 %) 0,01 km² es agua.

## Demografía
Según el censo de 2010, había 668 personas residiendo en el municipio de Bowdre. La densidad de población era de 5,37 hab./km². De los 668 habitantes, el municipio de Bowdre estaba compuesto por el 96,71 % blancos, el 0,3 % eran afroamericanos, el 0,45 % eran amerindios, el 0,6 % eran asiáticos, el 0,3 % eran de otras razas y el 1,65 % eran de una mezcla de razas. Del total de la población el 2,1 % eran hispanos o latinos de cualquier raza.